# Lucianistas
Lucianistas es el nombre de una secta sacado de Lucianus o Lucanus , hereje del siglo II. Fue discípulo de Marcion, cuyos postulados abrazó y añadió otros nuevos.
Dice San Epifanio que Luciano abandonó a Marcion, enseñando a los hombres que no se casasen por no enriquecer al Creador. Sin embargo, este era un error de Marcion y de los gnósticos como señala el P. Le Quien. Negaba la inmortalidad del alma y la tenía por material.
Los arrianos fueron llamados también lucianistas y es bastante dudoso el origen de este nombre. Parece que estos herejes se llamaban lucianistas por el deseo de persuadir que San Luciano, presbítero de Antioquía, que había trabajado mucho sobre la Sagrada Escritura y sufrió el martirio el año de 312, era de sus mismas opiniones y puede ser que engañasen con esto a algunos obispos de aquellos tiempos. Pero es preciso distinguir a este santo mártir de otro Luciano, discípulo de Pablo de Samosata que vivía en aquel tiempo o suponer que San Luciano de Antioquía después de haberse dejado seducir por Pablo de Samosata volvió a la doctrina católica respecto a la divinidad del Verbo porque no hay duda que murió en la comunión y en el seno de la Iglesia. Se pueden ver las pruebas de esta verdad en la obra titulada : Vidas de los Padres y de los Mártires , l. 1, p. 124.